# Борселе

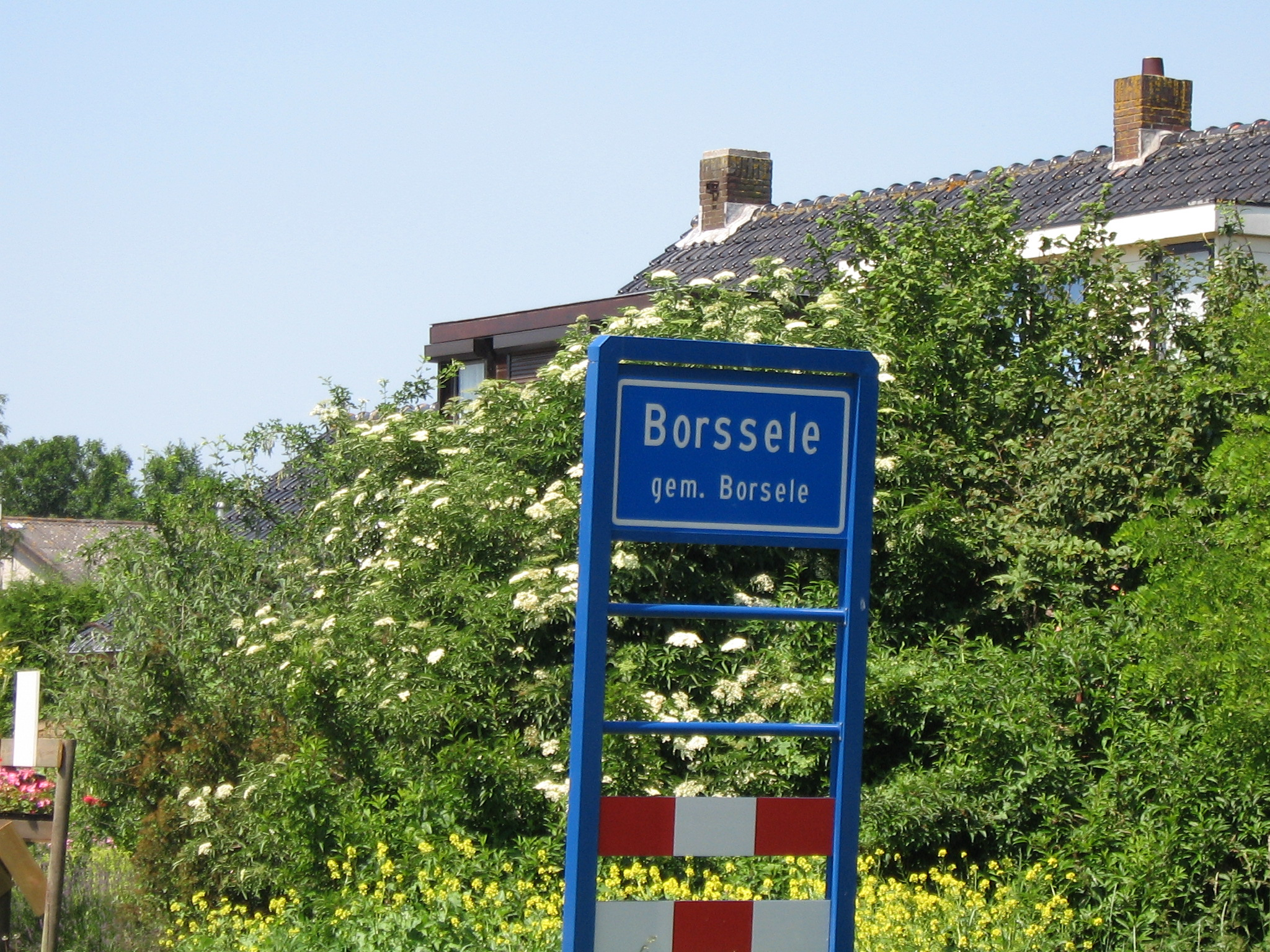
Деревня Борсселе в муниципалитете Борселе

Борселе (нидерл. Borsele) — община в Нидерландах.

## География
Община Борселе находится на полуострове Зёйд-Бевеланд, на крайнем юго-западе Нидерландов, в провинции Зеландия. Она расположена на северном берегу Западной Шельды. Название её пишется с одним «с», в отличие от имени входящего в неё района Borssele, где находится единственная АЭС Нидерландов, продолжающая вырабатывать электроэнергию. В состав Борселе входят 15 районов, мэрия находится в Хейнкензанде.
С марта 2003 года Борселе соединёна туннелем с противоположным берегом Западной Шельды, с городом Тернёзен.

## Экономика
Весь регион между районом Борсселе и флиссингенским портом представляет большой промышленный район, где расположены — кроме прочего — алюминиевый комбинат, нефтеперерабатывающий завод и АЭС Борселе.